# Список серій програми «Дефект»

## Перша серія (осінь 2002 р.)
| ПН | Порядковий номер (всього) | Назва                            | Дата першого випуску   |
| -- | ------------------------- | -------------------------------- | ---------------------- |
| 1  | 1                         | Слюсарі                          | 2 вересня 2002 року    |
| 2  | 2                         | Фільтри для води                 | 9 вересня 2002 року    |
| 3  | 3                         | Монтажники дверей                | 16 вересня 2002 року   |
| 4  | 4                         | Допомога на дорозі               | 23 вересня 2002 року   |
| 5  | 5                         | Сантехніки                       | 30 вересня 2002 року   |
| 6  | 6                         | Несправність холодильника        | 7 жовтня 2002 року     |
| 7  | 7                         | Несправність газової плити       | 14 жовтня 2002 року    |
| 8  | 8                         | Лозоходи                         | 21 жовтня 2002 року    |
| 9  | 9                         | Несправність телевізора          | 28 жовтня 2002 року    |
| 10 | 10                        | Електрики                        | 4 листопада 2002 року  |
| 11 | 11                        | Поломка пральної машини          | 11 листопада 2002 року |
| 12 | 12                        | Несправність домофону            | 18 листопада 2002 року |
| 13 | 13                        | Мувінгова компанія               | 25 листопада 2002 року |
| 14 | 14                        | Механіки                         | 2 грудня 2002 року     |
| 15 | 15                        | Таракани                         | 9 грудня 2002 року     |
| 16 | 16                        | Несправність посудомийної машини | 16 грудня 2002 року    |
| 17 | 17                        | Кращі з кращих                   | 23 грудня 2002 року    |

## Друга серія (осінь 2003 р.)
| Лп. | Порядковий номер (всього) | Назва                | Дата першого випуску   |
| --- | ------------------------- | -------------------- | ---------------------- |
| 1   | 18                        | Сигналізації         | 1 вересня 2003 року    |
| 2   | 19                        | Шпалери              | 8 вересня 2003 року    |
| 3   | двадцять                  | Керамічна плитка     | 15 вересня 2003 року   |
| 4   | 21                        | Газ                  | 22 вересня 2003 року   |
| 5   | 22                        | Електрика            | 29 вересня 2003 року   |
| 6   | 23                        | Комп'ютери           | 6 жовтня 2003 року     |
| 7   | 24                        | Прибирання           | 13 жовтня 2003 року    |
| 8   | 25                        | Вікна                | 20 жовтня 2003 року    |
| 9   | 26                        | Колодязі             | 27 жовтня 2003 року    |
| 10  | 27                        | Допомога на дорозі   | 3 листопада 2003 року  |
| 11  | 28                        | Килимове покриття    | 10 листопада 2003 року |
| 12  | 29                        | Біоенерготерапевти   | 17 листопада 2003 року |
| 13  | тридцять                  | Гідравліка           | 24 листопада 2003 року |
| 14  | 31                        | Ключі від автомобіля | 1 грудня 2003 року     |
| 15  | 32                        | Сажотруси            | 8 грудня 2003 року     |
| 16  | 33                        | Холодильник          | 15 грудня 2003 року    |
| 17  | 34                        | Гідрофори            | 22 грудня 2003 року    |
| 18  | 35                        | Найкращий з ...      | 29 грудня 2003 року    |

## Третя серія (весна 2004 р.)
| Лп. | Порядковий номер (всього) | Назва              | Дата першого випуску |
| --- | ------------------------- | ------------------ | -------------------- |
| 1   | 36                        | Супутникові антени | 1 березня 2004 року  |
| 2   | 37                        | Антресолі          | 8 березня 2004 року  |
| 3   | 38                        | Відеомагнітофони   | 15 березня 2004 року |
| 4   | 39                        | Котли              | 22 березня 2004 року |
| 5   | 40                        | Масаж              | 29 березня 2004 року |
| 6   | 41                        | Електрика          | 5 квітня 2004 року   |
| 7   | 42                        | Каси               | 11 квітня 2004 року  |
| 8   | 43                        | Печі               | 3 травня 2004 року   |
| 9   | 44                        | Ворота             | 10 травня 2004 року  |
| 10  | 45                        | Фарбування         | 17 травня 2004 року  |
| 11  | 46                        | Каналізація        | 24 травня 2004 року  |
| 12  | 47                        | Таксі              | 31 травня 2004 року  |
| 13  | 48                        | Пральна машина     | 7 червня 2004 року   |
| 14  | 49                        | Ворожки            | 14 червня 2004 року  |
| 15  | 50                        | Автомобіль         | 21 червня 2004 року  |
| 16  | 51                        | Професіонал        | 28 червня 2004 року  |

## Четверта серія (осінь 2013)
| Лп. | Порядковий номер (всього) | Назва                                  | Дата першого випуску   |
| --- | ------------------------- | -------------------------------------- | ---------------------- |
| 1   | 52                        | Шпалери, або вузол незгоди             | 4 вересня 2013 року    |
| 2   | 53                        | Чи нарешті ця пральна машина запрацює? | 11 вересня 2013 року   |
| 3   | 54                        | Ґвалт, агов, сигналізація виє!         | 18 вересня 2013 року   |
| 4   | 55                        | Скільки можна складати шафу?           | 25 вересня 2013 року   |
| 5   | 56                        | Хворий хлопець та його вимоги!         | 2 жовтня 2013 року     |
| 6   | 57                        | Несправність у механіка                | 9 жовтня 2013 року     |
| 7   | 58                        | Жодних жартів з газом!                 | 16 жовтня 2013 року    |
| 8   | 59                        | Слідкуйте за плиткою!                  | 23 жовтня 2013 року    |
| 9   | 60                        | Проблемний килим!                      | 30 жовтня 2013 року    |
| 10  | 61                        | Який тут безлад!                       | 6 листопада 2013 року  |
| 11  | 62                        | Зламана посудомийна машина             | 13 листопада 2013 року |
| 12  | 63                        | Несправність освітлення                | 20 листопада 2013 року |
| 13  | 64                        | Допоможи мені, викличте слюсаря!       | 27 листопада 2013 року |
| 14  | 65                        | Небезпечний масаж?                     | 4 грудня 2013 року     |
| 15  | 66                        | Коли цистерна руйнується ...           | 11 грудня 2013 року    |
| 16  | 67                        | Несправний холодильник                 | 18 грудня 2013 року    |
| 17  | 68                        | Найкращий з ...                        | 25 грудня 2013 року    |

## П'ята серія (весна 2014 року)
| Лп. | Порядковий номер (всього) | Назва                         | Дата першого випуску |
| --- | ------------------------- | ----------------------------- | -------------------- |
| 1   | 69                        | "Дефект" у тітки              | 3 березня 2014 року  |
| 2   | 70                        | Відмова від опалення Марти    | 10 березня 2014 року |
| 3   | 71                        | Проблемна мийка               | 17 березня 2014 року |
| 4   | 72                        | Скляр, підійди!               | 24 березня 2014 року |
| 5   | 73                        | Електрика струм не б'є?       | 31 березня 2014 року |
| 6   | 74                        | Зламаний котел                | 7 квітня 2014 року   |
| 7   | 75                        | Це дзвінок дзвонить?          | 14 квітня 2014 року  |
| 8   | 76                        | Час шпалер!                   | 21 квітня 2014 року  |
| 9   | 77                        | Теща та плитка!               | 28 квітня 2014 року  |
| 10  | 78                        | Двері для ведмедика           | 5 травня 2014 року   |
| 11  | 79                        | Допоможіть! Замкнуті двері!   | 12 травня 2014 року  |
| 12  | 80                        | Стелю потрібно перефарбувати! | 19 травня 2014 року  |
| 13  | 81                        | Найкращий з...                | 26 травня 2014 року  |

## Шоста серія (осінь 2014 р.)
| Лп. | Порядковий номер (всього) | Назва               | Дата першого випуску   |
| --- | ------------------------- | ------------------- | ---------------------- |
| 1   | 82                        | Підвіконня          | 5 вересня 2014 року    |
| 2   | 83                        | Шпалери             | 12 вересня 2014 року   |
| 3   | 84                        | Склоблоки           | 19 вересня 2014 року   |
| 4   | 85                        | Панелі              | 26 вересня 2014 року   |
| 5   | 86                        | Полиця              | 2 жовтня 2014 року     |
| 6   | 87                        | Жолоб               | 9 жовтня 2014 року     |
| 7   | 88                        | Пергола             | 16 жовтня 2014 року    |
| 8   | 89                        | перешкода для краху | 23 жовтня 2014 року    |
| 9   | 90                        | Лавка               | 30 жовтня 2014 року    |
| 10  | 91                        | Фарбування          | 7 листопада 2014 року  |
| 11  | 92                        | Музичні діаграми    | 14 листопада 2014 року |

## Сьома серія (весна 2015 року)
| Лп.      | Порядковий номер (всього) | Назва                 | Дата першого випуску |
| -------- | ------------------------- | --------------------- | -------------------- |
| 1        | 93                        | Двері для кота        | 28 лютого 2015 року  |
| 2        | 94                        | Фреска                | 5 березня 2015 року  |
| 3        | 95                        | Дзеркало та телевізор | 12 березня 2015 року |
| 4        | 96                        | Огорожа               | 19 березня 2015 року |
| 5        | 97                        | Шаблон і смужки       | 26 березня 2015 року |
| 6        | 98                        | Мозаїка               | 2 квітня 2015 року   |
| 7        | 99                        | Покриття              | 3 квітня 2015 року   |
| 8        | 100                       | Пральна машина        | 9 квітня 2015 року   |
| 9        | 101                       | Бар                   | 16 квітня 2015 року  |
| 10       | 102                       | Полиця                | 23 квітня 2015 року  |
| 11       | 103                       | Гіпсові панелі        | 30 квітня 2015 року  |
| 12       | 104                       | Вилка                 | 1 травня 2015 року   |
| 13       | 105                       | Шпалери та фарбування | 7 травня 2015 року   |
| 14       | 106                       | Душова кабіна         | 14 травня 2015 року  |
| 15       | 107                       | Стельові молдинги     | 21 травня 2015 року  |
| 16       | 108                       | Оббивка та шпон       | 28 травня 2015 року  |
| 17       | 109                       | Фольга                | 4 червня 2015 року   |
| 18       | 110                       | Пральна машина        | 11 червня 2015 року  |
| 19       | 111                       | Гойдалки та ковзання  | 1 вересня 2015 року  |
| двадцять | 112                       | Неглибокий            | 8 вересня 2015 року  |

## Восьма серія (осінь 2015)
| Лп. | Порядковий номер (всього) | Назва             | Дата першого випуску   |
| --- | ------------------------- | ----------------- | ---------------------- |
| 1   | 113                       | Тераса            | 15 вересня 2015 року   |
| 2   | 114                       | Тент              | 22 вересня 2015 року   |
| 3   | 115                       | Настінні панелі   | 29 вересня 2015 року   |
| 4   | 116                       | Розпашні двері    | 6 жовтня 2015 року     |
| 5   | 117                       | Вогнище           | 13 жовтня 2015 року    |
| 6   | 118                       | Структурна паста  | 20 жовтня 2015 року    |
| 7   | 119                       | Вітрило           | 27 жовтня 2015 року    |
| 8   | 120                       | Дашок             | 3 листопада 2015 року  |
| 9   | 121                       | Вигулювання собак | 10 листопада 2015 року |
| 10  | 122                       | Мощення плитки    | 17 листопада 2015 року |

## Дев'ять серій (зима-весна 2016)[uwaga 1]
| Лп.      | Порядковий номер (всього) | Назва                         | Дата першого випуску |
| -------- | ------------------------- | ----------------------------- | -------------------- |
| 1        | 123                       | Склад для деревини            | 30 січня 2016 року   |
| 2        | 124                       | Шпалери по-англійськи         | 2 лютого 2016 року   |
| 3        | 125                       | Англійські молдинги           | 9 лютого 2016 року   |
| 4        | 126                       | Спортивний тейп               | 16 лютого 2016 року  |
| 5        | 127                       | Англійська тераса             | 23 лютого 2016 року  |
| 6        | 128                       | Живопис англійською мовою     | 1 березня 2016 року  |
| 7        | 129                       | Аанглійське килимове покриття | 8 березня 2016 року  |
| 8        | 130                       | Вікно                         | 15 березня 2016 року |
| 9        | 131                       | Мийка                         | 22 березня 2016 року |
| 10       | 132                       | Трубка                        | 29 березня 2016 року |
| 11       | 133                       | Англійська мозаїка            | 5 квітня 2016 року   |
| 12       | 134                       | Жалюзі                        | 12 квітня 2016 року  |
| 13       | 135                       | Двері                         | 19 квітня 2016 року  |
| 14       | 136                       | Шаблон по-англійськи          | 26 квітня 2016 року  |
| 15       | 137                       | Англійський жолоб             | 3 травня 2016 року   |
| 16       | 138                       | Англійський кабінет           | 10 травня 2016 року  |
| 17       | 139                       | Шпалери по-англійськи 2       | 17 травня 2016 року  |
| 18       | 140                       | Фарбування стелі              | 24 травня 2016 року  |
| 19       | 141                       | Вагонка-вагонка               | 31 травня 2016 року  |
| двадцять | 142                       | Лінолеум                      | 7 червня 2016 року   |

## Серія десята (осінь 2016 р.)[uwaga 2]
| Лп. | Порядковий номер (всього) | Назва                  | Дата першого випуску   |
| --- | ------------------------- | ---------------------- | ---------------------- |
| 1   | 143                       | Ірландські пояси       | 6 вересня 2016 року    |
| 2   | 144                       | Люк на горище          | 13 вересня 2016 року   |
| 3   | 145                       | Ірландський гриль      | 20 вересня 2016 року   |
| 4   | 146                       | Ірландська полиця      | 27 вересня 2016 року   |
| 5   | 147                       | Ірландська плитка      | 4 жовтня 2016 року     |
| 6   | 148                       | Садові ворота          | 11 жовтня 2016 року    |
| 7   | 149                       | Ірландський підвіконня | 18 жовтня 2016 року    |
| 8   | 150                       | Ірландські шпалери     | 25 жовтня 2016 року    |
| 9   | 151                       | Дверна фольга          | 1 листопада 2016 року  |
| 10  | 152                       | Настінна фреска 2      | 8 листопада 2016 року  |
| 11  | 153                       | Встановлення дверей    | 15 листопада 2016 року |
| 12  | 154                       | Мультимедіа            | 22 листопада 2016 року |
| 13  | 155                       | Отвір у стіні          | 29 листопада 2016 року |
| 14  | 156                       | Кавовий куточок        | 6 грудня 2016 року     |

## Одинадцята серія (весна 2017 року)
| Лп. | Порядковий номер (всього) | Назва                   | Дата першого випуску |
| --- | ------------------------- | ----------------------- | -------------------- |
| 1   | 157                       | Обробка паперу          | 28 лютого 2017 року  |
| 2   | 158                       | Гіпсові панелі          | 7 березня 2017 року  |
| 3   | 159                       | Збірка меблів           | 14 березня 2017 року |
| 4   | 160                       | Камінна плитка          | 21 березня 2017 року |
| 5   | 161                       | Складні двері           | 28 березня 2017 року |
| 6   | 162                       | Декоративна фольга      | 4 квітня 2017 року   |
| 7   | 163                       | Лиття                   | 11 квітня 2017 року  |
| 8   | 164                       | Кришка радіатора        | 18 квітня 2017 року  |
| 9   | 165                       | Текстурована штукатурка | 25 квітня 2017 року  |
| 10  | 166                       | Таблиця                 | 2 травня 2017 року   |
| 11  | 167                       | Камін                   | 9 травня 2017 року   |
| 12  | 168                       | Вбудований гіпсокартон  | 16 травня 2017 року  |

## Дванадцята серія (осінь 2017)
| Лп. | Порядковий номер (всього) | Назва                         | Дата першого випуску   |
| --- | ------------------------- | ----------------------------- | ---------------------- |
| 1   | 169                       | Флористичний шаблон           | 6 вересня 2017 року    |
| 2   | 170                       | 3D шпалери                    | 13 вересня 2017 року   |
| 3   | 171                       | Кутова полиця                 | 20 вересня 2017 року   |
| 4   | 172                       | Полюдні труби                 | 27 вересня 2017 року   |
| 5   | 173                       | Шаблон - наклейка на стіну    | 4 жовтня 2017 року     |
| 6   | 174                       | Збірка меблів                 | 11 жовтня 2017 року    |
| 7   | 175                       | 3D гіпсові панелі             | 18 жовтня 2017 року    |
| 8   | 176                       | Покриття                      | 25 жовтня 2017 року    |
| 9   | 177                       | Підлогові панелі              | 1 листопада 2017 року  |
| 10  | 178                       | Гойдалка                      | 8 листопада 2017 року  |
| 11  | 179                       | Складання лампи               | 15 листопада 2017 року |
| 12  | 180                       | Прибирання (спеціальна серія) | 22 листопада 2017 року |

## Тринадцята серія (осінь 2018)
| Лп. | Порядковий номер (всього) | Назва            | Дата першого випуску   |
| --- | ------------------------- | ---------------- | ---------------------- |
| 1   | 181                       | Кошики           | 6 жовтня 2018 року     |
| 2   | 182                       | Лиття            | 13 жовтня 2018 року    |
| 3   | 183                       | Робоча стільниця | 20 жовтня 2018 року    |
| 4   | 184                       | Полиці           | 27 жовтня 2018 року    |
| 5   | 185                       | Жолоб            | 3 листопада 2018 року  |
| 6   | 186                       | Дуга             | 10 листопада 2018 року |
| 7   | 187                       | Дитячий          | 17 листопада 2018 року |
| 8   | 188                       | Гриль            | 24 листопада 2018 року |

## Чотирнадцять серій (весна 2019 року)
| Lp. | Порядковий номер (всього) | Tytuł                                     | Data pierwszej emisji |
| --- | ------------------------- | ----------------------------------------- | --------------------- |
| 1   | 189                       | Шаблон                                    | 11 marca 2019         |
| 2   | 190                       | Навіс                                     | 12 marca 2019         |
| 3   | 191                       | Фарбування стелі                          | 13 marca 2019         |
| 4   | 192                       | Шпалери на стелі                          | 18 marca 2019         |
| 5   | 193                       | Мозаїка на каміні                         | 19 marca 2019         |
| 6   | 194                       | Архітекторський бетон                     | 20 marca 2019         |
| 7   | 195                       | Парапет                                   | 25 marca 2019         |
| 8   | 196                       | Декор                                     | 26 marca 2019         |
| 9   | 197                       | Фольга на вікнах                          | 27 marca 2019         |
| 10  | 198                       | Шпалери                                   | 1 kwietnia 2019       |
| 11  | 199                       | Освітлення LED                            | 2 kwietnia 2019       |
| 12  | 200                       | Шафка під умивальник                      | 3 kwietnia 2019       |
| 13  | 201                       | Люстра                                    | 8 kwietnia 2019       |
| 14  | 202                       | Розводи на стіні                          | 9 kwietnia 2019       |
| 15  | 203                       | Колесики в шафі                           | 10 kwietnia 2019      |
| 16  | 204                       | Полиці                                    | 15 kwietnia 2019      |
| 17  | 205                       | Покриття                                  | 16 kwietnia 2019      |
| 18  | 206                       | Хвіртка на сходи                          | 17 kwietnia 2019      |
| 19  | 207                       | Ринва                                     | 23 kwietnia 2019      |
| 20  | 208                       | Гіпсокартон 3D                            | 24 kwietnia 2019      |
| 21  | 209                       | Плінтус і кухонна стільниця               | 29 kwietnia 2019      |
| 22  | 210                       | Фотошпалери                               | 30 kwietnia 2019      |
| 23  | 211                       | Накриття від сонця                        | 1 maja 2019           |
| 24  | 212                       | Полиця з гіпсокартону                     | 6 maja 2019           |
| 25  | 213                       | Забудова боксу                            | 7 maja 2019           |
| 26  | 214                       | Заслона до гальмівної колодки             | 8 maja 2019           |
| 27  | 215                       | Текстурована штукатурка                   | 13 maja 2019          |
| 28  | 216                       | Обклеювання холодильника / Розпашні двері | 14 maja 2019          |
| 29  | 217                       | Обклеювання холодильника / Розпашні двері | 15 maja 2019          |
| 30  | 218                       | Пергола                                   | 20 maja 2019          |
| 31  | 219                       | Гойдалка                                  | 21 maja 2019          |

## П’ятнадцята серія (осінь 2019 року)
| Лп. | Порядковий номер (всього) | Назва             | Дата першого випуску   |
| --- | ------------------------- | ----------------- | ---------------------- |
| 1   | 220                       | Заміна жолобів    | 4 вересня 2019 року    |
| 2   | 221                       | Зовнішні сходи    | 11 вересня 2019 року   |
| 3   | 222                       | Дерев’яне сидіння | 18 вересня 2019 року   |
| 4   | 223                       | Журнальний столик | 25 вересня 2019 року   |
| 5   | 224                       | Ліпнина на стелі  | 2 жовтня 2019 року     |
| 6   | 225                       | Терасні дошки     | 9 жовтня 2019 року     |
| 7   | 226                       | Панелі на стелі   | 16 жовтня 2019 року    |
| 8   | 227                       | Перегородка       | 23 жовтня 2019 року    |
| 9   | 228                       | Підлога на терасі | 30 жовтня 2019 року    |
| 10  | 229                       | Няні              | 30 жовтня 2019 року    |
| 11  | 230                       | Розсувні двері    | 6 листопада 2019 року  |
| 12  | 231                       | Мощення           | 6 листопада 2019 року  |
| 13  | 232                       | Тротуарна плитка  | 11 листопада 2019 року |
| 14  | 233                       | Збірка стійок     | 13 листопада 2019 року |
| 15  | 234                       | 3D штора          | 13 листопада 2019 року |

## Шістнадцята серія (весна 2020 року)
| Лп. | Порядковий номер (всього) | Назва             | Дата першого випуску |
| --- | ------------------------- | ----------------- | -------------------- |
| 1   | 235                       | Корпус обігрівача | 27 лютого 2020 року  |
| 2   | 236                       |                   | 5 березня 2020 року  |
| 3   | 237                       |                   | 12 березня 2020 року |
| 4   | 238                       |                   | 19 березня 2020 року |
| 5   | 239                       |                   | 26 березня 2020 року |